# Kupowo-Folwark
Kupowo-Folwark – wieś w Polsce położona w województwie podlaskim, w powiecie suwalskim, w gminie Szypliszki.
W latach 1975–1998 miejscowość administracyjnie należała do województwa suwalskiego.
Na zachód od wsi znajduje się Jezioro Kupowo.